# おんナビ
『おんナビ』（On-Navi)は、2006年に放送された温泉番組である。KBS京都、テレビ神奈川(tvk)、テレビ埼玉(テレ玉)、千葉テレビ放送(チバテレビ)、三重テレビ放送、日本ビーエス放送(BS11)による共同制作で、ハイビジョン放送。
全26回。

## 概要
- 女性に人気のスポットである日本全国の温泉地を女性レポーター2人が紹介する。旅の途中で温泉博士の『温田サル夫』が温泉地にまつわるエピソードを紹介する。
- タイトルの「おんナビ」は、「女性に人気の温泉をナビゲーションする」から取られている。オープニング曲にギルバート・オサリバンの『ウーマンズ・プレイス (A Woman's Place)』が使われている理由にもなっている。
- 毎回「～に癒される」とサブタイトルが付く。

## 番組が訪れた温泉地

### 北海道
- ウトロ温泉(網走市）
- 川湯温泉(釧路市)
- ニセコ温泉郷(後志支庁)
- 登別温泉(登別市)

### 東北
- 花巻温泉(岩手県)
- 乳頭温泉(秋田県)
- 銀山温泉(山形県)
- 鳴子温泉郷(宮城県)

### 関東
- 四万温泉(群馬県)
- 草津温泉(群馬県)
- 箱根温泉(神奈川県)

### 中部
- 熱海温泉(静岡県)
- 宇奈月温泉(富山県) - 最終回ではあるが、順不同に放送できるように終了とは銘打っていない。
- 下呂温泉(岐阜県) - 放送第1回。

### 近畿
- 宮津・天橋立温泉(京都府)
- 勝浦温泉(和歌山県)
- 有馬温泉(兵庫県)
- 城崎温泉(兵庫県)

### 中国・四国
- 三朝温泉(鳥取県)
- 皆生温泉(鳥取県)
- 玉造温泉(島根県)
- 道後温泉(愛媛県)

### 九州
- 別府温泉(大分県)
- 湯布院温泉(大分県)
- 嬉野温泉(佐賀県)
- 雲仙温泉(長崎県)

## 全国まるごと温泉ガイド!!
- 全26回の内容(1回あたり30分)を6回（同55分）に分けて再編集した番組で、北海道、東北、関東、中部・近畿、中国・四国、九州編がある。ただし、この番組では熱海温泉が関東地区扱いになっている。

## BGM
- 番組全体のBGMはギルバート・オサリバンの曲が使われている。前述の『ウーマンズ･プレイス』のほかに『アローン・アゲイン (Alone Again (Naturaly))』、『クレア (clair)』、『ゲット・ダウン (Get Down)』、『ノッシング・ライムド (Nothing rhymed)』、『マトリモニー (Matrimony)』といったヒット曲はもちろん、『キャント･ゲット･イナフ・オブ･ユー (Can't Get Enough of you)』、『イン･マイ･ホール (In My Hole)』、『ウー・ベイビー (Ooh Baby)』、『そよ風にキッス (What's in a kiss)』、『トゥモロー・トゥデイ（TOMORROW,TODAY）[1]』などのレアな曲も使われることがある。

## 出演
- 谷田亜里 (京都府宮津市出身。ちなみに彼女の母親は、宮津市にある旅館で仲居として働いており、宮津・天橋立温泉の回で共演が実現した)
- 小山典子 (兵庫県出身。出演当時は立命館大学の学生だった)

### ナレーター
- きしめん (温泉博士『温田サル夫』の声も兼任)

## ネット局
- KBS京都(幹事局)(2009年春まで、購入番組の遅れ日数調整のための穴埋めなどで放送された)
- テレビ神奈川(tvk)(2008年は毎週火曜日11:00-11:30と毎週土曜日10:00-10:30に再放送していたが、2008年9月30日をもって再放送を終了した。2009年現在は全国まるごと温泉ガイド!!のみ、雨傘番組として放送されている）
- テレビ埼玉(テレ玉)(2009年現在、毎週日曜日18:30-19:00に再放送)
- 千葉テレビ放送(チバテレ)（本放送終了後も穴埋めで放送されるケースが多く、2012年現在も極稀ではあるが、雨傘番組・年末年始編成等で放送されるケースがある。）
- 三重テレビ放送
- 日本BS放送(BS11)（現在は不定期に放送）
- テレビ金沢（2009年4月2日より毎週木曜10:25-10:55に放送）
- インターローカルTV
- チャンネル銀河
また、単発番組として製作局以外の地方民放テレビ局に番組販売されている。

制作されてから時間が経っているものの、以上のように2012年までは当時のままの状態で放送されており、放送内容と現在の温泉地の状況が異なっている場合がある。特に箱根温泉の場合は、放送当時の箱根町の電話番号が9桁（0460-X-XXXX）であり、各名所の電話番号が9桁表示である（放送終了後の2007年に10桁（0460-8X-XXXX）になった）。
2012年10月以降は、本番組と同様に温泉や観光地を紹介する番組で、前月9月に本放送が終了した『温泉女子』（KBS京都・tvk・テレ玉・チバテレ・三重テレビ・サンテレビジョン・岐阜放送共同制作）が穴埋め番組として使用されるようになったため、現在は放送されなくなっている。

## スタッフ
- プロデューサー：伊藤義行（KBS京都）
- ディレクター：上田雅史
- 構成：堀裕子
- カメラ：三重龍
- 音声：池田良子
- 編集：徳田裕恒
- CG：辻林智子
- 協力：日本航空
- 制作協力：KMC、元気な事務所
- 制作・著作：テレ玉、チバテレビ、tvk、三重テレビ放送、日本ビーエス放送、KBS京都